# بول ليزي
قالب:ِشطب
بول ليزي (بالأحرف اللاتينية Paul Lizzi) المولود في مونتريال، كندا هو موسيقي وعازف طبل، ومنتج موسيقي وفنان كندي من أصل إيطالي. ويعمل أيضا كموديل، وأطلق موقع www.fanflux.com المختص بالمعجبين بالفنانين لتشجيعهم.
بدأ الموسيقى منذ كان صغيرا. انشهر بتعاونه مع عدد كبير من الفنانين، وخصوصا تعاونه مع الفنان الكندي اللبناني كارل وولف حيث اشترك معه في جولاته في كندا والعالم. ويتمتع ليزي بشعبية في كندا والولايات المتحدة، أوروبا وأيضا بلدان الشرق الأوسط والخليج.
عام 2010 أطلق بول ليزي أول سينغل مستقل بعنوان 'Drum Luvin تبعه عام 2011 بسينغل MOTH.

## ÷صدارات
- 2010: "Drum Luvin'" vs Big Bass feat. Nessa . على يوتيوب
- 2011: "MOTH" (Man of the Hour) feat. Uness . على يوتيوب

## وصلات خارجية
- Official website
- Fanflux website )
- Facebook  على فيسبوك.
- MySpace
- Twitter
- YouTube